# Meredith, New Hampshire
Meredith är en kommun (town) i Belknap County i delstaten New Hampshire, USA med 6 241 invånare (2010). Den har enligt United States Census Bureau en area på 140,4 km².